# Isac Hedström
Isac Hedström (24 luglio 2000) è uno sciatore alpino svedese.

## Biografia
Specialista delle prove tecniche originario di Åre e fratello di Tobias, a sua volta sciatore alpino, Isac Hedström, attivo dal dicembre del 2016, gareggia prevalentemente in Nor-Am Cup, circuito nel quale ha esordito il 3 gennaio 2023 a Burke Mountain in slalom speciale (27º) e ha conquistato la prima vittoria, nonché primo podio, il 26 febbraio 2024 a Mont-Sainte-Marie in slalom gigante. Non ha debuttato in Coppa Europa o in Coppa del Mondo e non ha preso parte a rassegne olimpiche o iridate.

## Palmarès

### Nor-Am Cup
- Miglior piazzamento in classifica generale: 19º nel 2024
- 1 podio:
  - 1 vittoria

#### Nor-Am Cup - vittorie
| Data             | Località          | Paese  | Specialità |
| ---------------- | ----------------- | ------ | ---------- |
| 26 febbraio 2024 | Mont-Sainte-Marie | Canada | GS         |

Legenda:

GS = Slalom gigante